# Сергей Иванович уходит на пенсию
«Сергей Иванович уходит на пенсию» — художественный фильм режиссёра Соломона Шустера.

## Сюжет
Бухгалтер Сергей Иванович, уйдя на пенсию, уезжает к сыну в Москву, чтобы не мешать личному счастью дочери. Поругавшись с невесткой, Сергей Иванович уезжает в Ленинград к другому сыну. Но и здесь он чувствует себя лишним и тоскует по дочери и внучке.

## В ролях
- Борис Андреев — Сергей Иванович
- Алиса Фрейндлих — дочь Сергея Ивановича
- Олег Жаков — фронтовик
- Алексей Герман — Николай Дмитриевич, «обменщик» по жилью из Москвы
- Георгий Бурков — Виктор, сын Сергея Ивановича
- Анатолий Солоницын — Владимир Васильевич
- Жанна Болотова — Лена, невестка
- Зинаида Шарко — Ксения
- Эльза Радзиня — Ирина Аркадьевна (в титрах  Радзинь)
- Эрнст Романов — Игорь, муж дочери, зять Сергея Ивановича

## Съёмочная группа
- Режиссёр: Соломон Шустер
- Композитор: Борис Тищенко
- Ассистент режиссёра: Юрий Мамин
- Художник-декоратор: Виктор Иванов
- Звукооператор: Борис Андреев